# Nazionale femminile di pallavolo degli Stati Uniti d'America
La nazionale di pallavolo femminile degli Stati Uniti è una squadra nordamericana composta dalle migliori giocatrici di pallavolo degli Stati Uniti d'America ed è posta sotto l'egida della Federazione pallavolistica degli Stati Uniti d'America.

## Rosa
Segue la rosa delle giocatrici convocate per la Volleyball Nations League 2025.
| N° | Nome                     | Ruolo | Data di nascita   | Squadra               |
| -- | ------------------------ | ----- | ----------------- | --------------------- |
| 2  | Jordyn Poulter           | P     | 31 luglio 1997    | LOVB Salt Lake        |
| 3  | Avery Skinner            | S     | 25 aprile 1999    | Chieri '76            |
| 6  | Morgan Hentz             | L     | 27 luglio 1998    | Atlanta Vibe          |
| 7  | Alexis Rodriguez         | L     | 11 marzo 2003     | LOVB Omaha            |
| 8  | Brionne Butler           | C     | 29 gennaio 1999   | Astemo Rivale Ibaraki |
| 9  | Madisen Skinner          | O     | 1º luglio 2001    | LOVB Austin           |
| 11 | Taylor Mims              | O     | 8 agosto 1997     | AGIL                  |
| 13 | Amber Igiede             | C     | 8 gennaio 2001    | LOVB Houston          |
| 14 | Annamarie Dodson         | C     | 5 luglio 2001     | Cuneo Granda          |
| 15 | Rachel Fairbanks         | P     | 5 luglio 2003     | LOVB Atlanta          |
| 16 | Dana Rettke              | C     | 21 gennaio 1999   | Eczacıbaşı            |
| 17 | Zoe Fleck                | L     | 29 settembre 2000 | LOVB Austin           |
| 18 | Asjia O'Neal             | C     | 23 ottobre 1999   | LOVB Austin           |
| 19 | Khalia Lanier            | S     | 19 settembre 1998 | Imoco                 |
| 20 | Danielle Cuttino         | O     | 22 giugno 1996    | LOVB Atlanta          |
| 21 | Veronica Jones           | S     | 20 gennaio 1997   | LOVB Salt Lake        |
| 22 | Sarah Franklin           | S     | 27 febbraio 2002  | LOVB Madison          |
| 24 | Olivia Babcock           | O     | 28 giugno 2005    | Pittsburgh            |
| 25 | Tia Jimerson             | C     | 30 giugno 1999    | LOVB Atlanta          |
| 27 | Ella Powell              | P     | 19 luglio 2000    | Neptunes de Nantes    |
| 28 | Logan Lednicky           | O     | 21 giugno 2004    | Texas A&M             |
| 29 | Mallory McCage           | C     | 2 febbraio 1994   | LOVB Austin           |
| 32 | Saige Ka'aha'aina-Torres | P     | 30 luglio 2000    | LOVB Austin           |
| 33 | Logan Eggleston          | S     | 13 novembre 2000  | LOVB Austin           |
| 34 | Stephanie Samedy         | O     | 27 settembre 1998 | SAGA Springs          |
| 43 | Serena Gray              | C     | 21 gennaio 2000   | LOVB Salt Lake        |

## Risultati

### Competizioni FIVB
| 1964 | 5º posto        | Convocazioni |
| 1968 | 8º posto        | Convocazioni |
| 1972 | non qualificata | -            |
| 1976 | non qualificata | -            |
| 1980 | non qualificata | -            |
| 1984 | 2º posto        | Convocazioni |
| 1988 | 7º posto        | Convocazioni |
| 1992 | 3º posto        | Convocazioni |
| 1996 | 7º posto        | Convocazioni |
| 2000 | 4º posto        | Convocazioni |
| 2004 | 5º posto        | Convocazioni |
| 2008 | 2º posto        | Convocazioni |
| 2012 | 2º posto        | Convocazioni |
| 2016 | 3º posto        | Convocazioni |
| 2020 | 1º posto        | Convocazioni |
| 2024 | 2º posto        | Convocazioni |

| 1952 | non qualificata | -            |
| 1956 | 9º posto        | Convocazioni |
| 1960 | 6º posto        | Convocazioni |
| 1962 | non qualificata | -            |
| 1967 | 2º posto        | Convocazioni |
| 1970 | 11º posto       | Convocazioni |
| 1974 | 12º posto       | Convocazioni |
| 1978 | 5º posto        | Convocazioni |
| 1982 | 3º posto        | Convocazioni |
| 1986 | 10º posto       | Convocazioni |
| 1990 | 3º posto        | Convocazioni |
| 1994 | 6º posto        | Convocazioni |
| 1998 | 13º posto       | Convocazioni |
| 2002 | 2º posto        | Convocazioni |
| 2006 | 9º posto        | Convocazioni |
| 2010 | 4º posto        | Convocazioni |
| 2014 | 1º posto        | Convocazioni |
| 2018 | 5º posto        | Convocazioni |
| 2022 | 4º posto        | Convocazioni |

| 2018 | 1º posto | Convocazioni |
| 2019 | 1º posto | Convocazioni |
| 2021 | 1º posto | Convocazioni |
| 2022 | 5º posto | Convocazioni |
| 2023 | 4º posto | Convocazioni |
| 2024 | 7º posto | Convocazioni |
| 2025 | 8º posto | Convocazioni |

| 1973 | 6º posto        | Convocazioni |
| 1977 | 7º posto        | Convocazioni |
| 1981 | 4º posto        | Convocazioni |
| 1985 | non qualificata | -            |
| 1989 | non qualificata | -            |
| 1991 | 4º posto        | Convocazioni |
| 1995 | 7º posto        | Convocazioni |
| 1999 | 9º posto        | Convocazioni |
| 2003 | 3º posto        | Convocazioni |
| 2007 | 3º posto        | Convocazioni |
| 2011 | 2º posto        | Convocazioni |
| 2015 | 3º posto        | Convocazioni |
| 2019 | 2º posto        | Convocazioni |
| 2023 | non qualificata | -            |

### Competizioni NORCECA
| 1969 | 3º posto        | Convocazioni |
| 1971 | non qualificata | -            |
| 1973 | 3º posto        | Convocazioni |
| 1975 | 2º posto        | Convocazioni |
| 1977 | 2º posto        | Convocazioni |
| 1979 | 2º posto        | Convocazioni |
| 1981 | 1º posto        | Convocazioni |
| 1983 | 1º posto        | Convocazioni |
| 1985 | 2º posto        | Convocazioni |
| 1987 | 2º posto        | Convocazioni |
| 1989 | 3º posto        | Convocazioni |
| 1991 | 2º posto        | Convocazioni |
| 1993 | 2º posto        | Convocazioni |
| 1995 | 2º posto        | Convocazioni |
| 1997 | 2º posto        | Convocazioni |
| 1999 | 2º posto        | Convocazioni |
| 2001 | 1º posto        | Convocazioni |
| 2003 | 1º posto        | Convocazioni |
| 2005 | 1º posto        | Convocazioni |
| 2007 | 2º posto        | Convocazioni |
| 2009 | 4º posto        | Convocazioni |
| 2011 | 1º posto        | Convocazioni |
| 2013 | 1º posto        | Convocazioni |
| 2015 | 1º posto        | Convocazioni |
| 2017 | non qualificata | -            |
| 2019 | 2º posto        | Convocazioni |
| 2021 | 4º posto        | Convocazioni |
| 2023 | 2º posto        | Convocazioni |

| 2021 | 3º posto | Convocazioni |
| 2022 | 2º posto | Convocazioni |
| 2023 | 1º posto | Convocazioni |
| 2024 | 2º posto | Convocazioni |

### Competizioni zonali
| 1955 | 2º posto | Convocazioni |
| 1959 | 2º posto | Convocazioni |
| 1963 | 2º posto | Convocazioni |
| 1967 | 1º posto | Convocazioni |
| 1971 | 6º posto | Convocazioni |
| 1975 | 6º posto | Convocazioni |
| 1979 | 4º posto | Convocazioni |
| 1983 | 2º posto | Convocazioni |
| 1987 | 3º posto | Convocazioni |
| 1991 | 5º posto | Convocazioni |
| 1995 | 2º posto | Convocazioni |
| 1999 | 3º posto | Convocazioni |
| 2003 | 3º posto | Convocazioni |
| 2007 | 3º posto | Convocazioni |
| 2011 | 3º posto | Convocazioni |
| 2015 | 1º posto | Convocazioni |
| 2019 | 7º posto | Convocazioni |

| 2002 | 6º posto | Convocazioni |
| 2003 | 1º posto | Convocazioni |
| 2004 | 2º posto | Convocazioni |
| 2005 | 4º posto | Convocazioni |
| 2006 | 4º posto | Convocazioni |
| 2007 | 4º posto | Convocazioni |
| 2008 | 5º posto | Convocazioni |
| 2009 | 4º posto | Convocazioni |
| 2010 | 3º posto | Convocazioni |
| 2011 | 3º posto | Convocazioni |
| 2012 | 1º posto | Convocazioni |
| 2013 | 1º posto | Convocazioni |
| 2014 | 2º posto | Convocazioni |
| 2015 | 1º posto | Convocazioni |
| 2016 | 3º posto | Convocazioni |
| 2017 | 1º posto | Convocazioni |
| 2018 | 1º posto | Convocazioni |
| 2019 | 1º posto | Convocazioni |
| 2022 | 3º posto | Convocazioni |
| 2023 | 3º posto | Convocazioni |
| 2024 | 2º posto | Convocazioni |

### Competizioni estinte
| 1988 | non qualificata | -            |
| 1990 | 4º posto        | Convocazioni |
| 1992 | 3º posto        | Convocazioni |
| 1994 | non qualificata | -            |

| 1993 | 7º posto        | Convocazioni |
| 1994 | 6º posto        | Convocazioni |
| 1995 | 1º posto        | Convocazioni |
| 1996 | 5º posto        | Convocazioni |
| 1997 | 8º posto        | Convocazioni |
| 1998 | 8º posto        | Convocazioni |
| 1999 | non qualificata | -            |
| 2000 | 6º posto        | Convocazioni |
| 2001 | 1º posto        | Convocazioni |
| 2002 | 6º posto        | Convocazioni |
| 2003 | 3º posto        | Convocazioni |
| 2004 | 3º posto        | Convocazioni |
| 2005 | 8º posto        | Convocazioni |
| 2006 | 7º posto        | Convocazioni |
| 2007 | 8º posto        | Convocazioni |
| 2008 | 4º posto        | Convocazioni |
| 2009 | 9º posto        | Convocazioni |
| 2010 | 1º posto        | Convocazioni |
| 2011 | 1º posto        | Convocazioni |
| 2012 | 1º posto        | Convocazioni |
| 2013 | 6º posto        | Convocazioni |
| 2014 | 7º posto        | Convocazioni |
| 2015 | 1º posto        | Convocazioni |
| 2016 | 2º posto        | Convocazioni |
| 2017 | 5º posto        | Convocazioni |

| 1993 | 4º posto        | Convocazioni |
| 1997 | non qualificata | -            |
| 2001 | 5º posto        | Convocazioni |
| 2005 | 2º posto        | Convocazioni |
| 2009 | non qualificata | -            |
| 2013 | 2º posto        | Convocazioni |
| 2017 | 3º posto        | Convocazioni |

| 2008 | non qualificata | -            |
| 2009 | 2º posto        | Convocazioni |
| 2010 | non qualificata | -            |

| 2015 | non qualificata | -            |
| 2019 | 1º posto        | Convocazioni |

### Competizioni amichevoli
| 1986 | 3º posto | Convocazioni |
| 1990 | 5º posto | Convocazioni |
| 1994 | 2º posto | Convocazioni |

| 1988 | ?               | -            |
| 1989 | ?               | -            |
| 1990 | ?               | -            |
| 1991 | 2º posto        | Convocazioni |
| 1992 | 5º posto        | Convocazioni |
| 1993 | 6º posto        | Convocazioni |
| 1994 | 4º posto        | Convocazioni |
| 1995 | 3º posto        | Convocazioni |
| 1996 | 3º posto        | Convocazioni |
| 1998 | 6º posto        | Convocazioni |
| 1999 | 7º posto        | Convocazioni |
| 2000 | 7º posto        | Convocazioni |
| 2001 | 5º posto        | Convocazioni |
| 2002 | 7º posto        | Convocazioni |
| 2003 | 4º posto        | Convocazioni |
| 2004 | 2º posto        | Convocazioni |
| 2005 | 7º posto        | Convocazioni |
| 2006 | non qualificata | -            |
| 2007 | non qualificata | -            |
| 2008 | non qualificata | -            |
| 2009 | non qualificata | -            |
| 2010 | 2º posto        | Convocazioni |
| 2011 | 4º posto        | Convocazioni |
| 2010 | non qualificata | -            |
| 2014 | 2º posto        | Convocazioni |
| 2015 | non qualificata | -            |